# Guy Montis
Pour les articles homonymes, voir Montis.
 (juillet 2013).
Si vous disposez d'ouvrages ou d'articles de référence ou si vous connaissez des sites web de qualité traitant du thème abordé ici, merci de compléter l'article en donnant les références utiles à sa vérifiabilité et en les liant à la section « Notes et références ».
Guy Montis, de son véritable nom Joseph Tysz, né à Płońsk dans la banlieue de Varsovie (Pologne) le 26 septembre 1918 et décédé le 3 juillet 1976 dans le 9e arrondissement de Paris, est un peintre de la "réalité poétique".

## Biographie
Ses jeunes années sont consacrées au décor de théâtre sous la direction de Sylvain Itikine et O'Brady. Il crée avec Claude Dauphin le Théâtre de l'Arbre sec. Résistant pendant la guerre, il illustre après guerre la Libération dans La Marseillaise.
En 1946, Montis devient lauréat du prix Blumenthal.
En 1948, il s'installe en Provence au Paradou, à Maussane, à Saint-Rémy-de-Provence, aux Baux, et se lie avec d’autres artistes, René Seyssaud, Auguste Chabaud, Pierre Ambrogiani, Antoine Serra... Ils constituent le Groupe Provence.
De retour à Paris en 1961, il crée la première galerie de la place des Vosges, "La Galerie du Roy".